# Erora subflorens
Erora subflorens is een vlinder uit de familie van de Lycaenidae. De wetenschappelijke naam van de soort werd als Thecla subflorens in 1913 gepubliceerd door Schaus.

## Synoniemen
- Thecla minniles Dyar, 1916